# Онтаріо (переписна місцевість, Нью-Йорк)
Онтаріо (англ. Ontario) — переписна місцевість (CDP) в США, в окрузі Вейн штату Нью-Йорк. Населення — 2215 осіб (2020).

## Географія
Онтаріо розташоване за координатами 43°13′3″ пн. ш. 77°16′46″ зх. д. / 43.21750° пн. ш. 77.27944° зх. д. (43.217635, -77.279334).  За даними Бюро перепису населення США в 2010 році переписна місцевість мала площу 9,83 км², уся площа — суходіл.

## Демографія
Згідно з переписом 2010 року, у переписній місцевості мешкало 2160 осіб у 916 домогосподарствах у складі 580 родин. Густота населення становила 220 осіб/км².  Було 971 помешкання (99/км²).
Расовий склад населення:
| - 96,3 % — білих - 1,5 % — чорних або афроамериканців - 0,3 % — азіатів - 0,2 % — корінних американців |

До двох чи більше рас належало 1,5 %. Частка іспаномовних становила 1,3 % від усіх жителів.
За віковим діапазоном населення розподілялося таким чином: 24,6 % — особи молодші 18 років, 62,0 % — особи у віці 18—64 років, 13,4 % — особи у віці 65 років та старші. Медіана віку мешканця становила 40,1 року. На 100 осіб жіночої статі у переписній місцевості припадало 92,9 чоловіків;  на 100 жінок у віці від 18 років та старших — 87,6 чоловіків також старших 18 років.
Середній дохід на одне домашнє господарство  становив 48 091 долар США (медіана — 29 025), а середній дохід на одну сім'ю — 63 785 доларів (медіана — 52 404). За межею бідності перебувало 20,4 % осіб, у тому числі 30,9 % дітей у віці до 18 років та 5,4 % осіб у віці 65 років та старших.
Цивільне працевлаштоване населення становило 1012 осіб. Основні галузі зайнятості: виробництво — 29,1 %, роздрібна торгівля — 21,1 %, науковці, спеціалісти, менеджери — 15,8 %, освіта, охорона здоров'я та соціальна допомога — 11,3 %.